# Neuilly-sur-Seine
Neuilly-sur-Seine of Neuilly is een stad in Frankrijk, in het departement Hauts-de-Seine. Neuilly is een dure voorstad van Parijs, ten noordwesten van deze stad aan de rechteroever van de Seine. Een deel van de stad is gelegen op het eiland La Grande Jatte. Veel grote bedrijven hebben hun hoofdkwartier in Neuilly. Neuilly is een van de favoriete verblijfplaatsen van de gevestigde en rijke Franse bourgeoisie, vooral advocaten, zakenfunctionarissen en beroemdheden uit film en televisie wonen er.
De stad wordt in het oosten begrensd door Parijs, in het zuiden door het Bois de Boulogne, in het westen door de Seine en in het noorden door de gemeente Levallois-Perret.
Het aantal inwoners bedroeg 59.200 op 1 januari 2022. De stad behoort tot het arrondissement Nanterre en onderhoudt een stedenband met Hanau in Duitsland en met Ukkel in België.
Nicolas Sarkozy, die op 6 mei 2007 werd verkozen tot president van Frankrijk, was burgemeester van Neuilly-sur-Seine van 1983 tot 2002.
De stad kwam in 1993 internationaal in het nieuws door een gijzeldrama op een kleuterschool. Een gemaskerde bewapende man hield 21 kleuters en hun leidster in gijzeling. Dezelfde dag liet de man na onderhandelingen vijftien kinderen vrij, maar hield de leidster en nog zes kinderen nog anderhalve dag vast. Uiteindelijk werd met geweld een einde aan de gijzeling gemaakt, waarbij de dader, die 100 miljoen Franse frank eiste, werd doodgeschoten.

## Geografie
De oppervlakte van Neuilly-sur-Seine bedroeg op 1 januari 2022 3,73 vierkante kilometer; de bevolkingsdichtheid was toen 15.871,3 inwoners per km².
De onderstaande kaart toont de ligging van Neuilly-sur-Seine met de belangrijkste infrastructuur en aangrenzende gemeenten.

## Demografie
Onderstaande figuur toont het verloop van het inwonertal (bron: INSEE-tellingen).

## Stedenband
- Hanau
- Ukkel

## Bekende personen uit Neuilly-sur-Seine

### Geboren
- Clementine van Orléans (1817-1907), prinses
- Frans van Orléans (1818-1900), prins
- Jean-Louis Verger (1826-1857), Rooms-katholiek priester, veroordeeld moordenaar
- Roger Martin du Gard (1881-1958), schrijver en Nobelprijswinnaar (1937)
- Marcel Berthet (1888-1953), wielrenner
- Louis Aragon (1897-1982), schrijver en dichter
- Jacques Prévert (1900-1977), dichter, toneel- en filmschrijver
- Marcelle Romée (1903-1932), actrice
- Anaïs Nin (1903-1977), schrijfster
- Jean Daniélou (1905-1974), theoloog, historicus en kardinaal van de Katholieke Kerk
- Pierre Prévert (1906-1988), filmregisseur en tekstschrijver
- Roger Blin (1907-1984), acteur
- Norbert Carbonnaux (1918-1997), filmregisseur
- Albert Barillé (1920-2009), televisieproducent, scenarioschrijver, televisieregisseur en cartoonist
- Edmonde Charles-Roux (1920-2016), schrijfster
- Michèle Morgan (1920-2016), actrice
- Françoise Gilot (1921-2023), kunstschilderes
- Chris Marker (1921-2012), filmregisseur, fotograaf, producent, criticus, essayist en dichter
- Pierre Mondy (1925-2012), acteur en regisseur
- Hugues Aufray (1929), zanger
- Dominique Fernandez (1929), schrijver
- Olivier Todd (1929-2024), schrijver en journalist
- George Steiner (1929-2020), Frans-Amerikaans schrijver, literatuurwetenschapper en cultuurfilosoof
- Lorin Maazel (1930-2014), Amerikaans dirigent, violist en componist
- Niki de Saint Phalle (1930-2002), kunstschilder en beeldhouwer
- Jean-Paul Belmondo (1933-2021), acteur
- Ramses Shaffy (1933-2009), Nederlands zanger en acteur
- Claude Brasseur (1936-2020), acteur
- Francis Veber (1937), filmregisseur
- Alain Jacquet (1939-2008), popartkunstenaar
- Jean-Marie Périer (1940), fotograaf en filmregisseur
- Jean-Marie Rouart (1943), schrijver
- Catherine Allégret (1946), actrice
- Guesch Patti (1946), zangeres en actrice
- Michel Berger (1947-1992), zanger en liedjesschrijver
- Francis Huster (1947), acteur
- Pierre Jeantet (1947), journalist en uitgever
- Philippe Sarde (1948), filmmuziekcomponist
- Yves Duteil (1949), acteur, componist, zanger en burgemeester
- Dominique Strauss-Kahn (1949), voormalig directeur-generaal van het IMF
- Tonie Marshall (1951-2020), actrice en filmregisseur
- Pascal Davoz (1953), songwriter en stripscenarist
- Laurent Greilsamer (1953), journalist en schrijver
- Hepzibah Kousbroek (1954-2009), Nederlands vertaalster en publiciste
- Catherine Alric (1954), actrice en schrijfster
- Matthieu Chabrol (1956), filmcomponist
- François Hesnault (1956), autocoureur
- Jacques de Loustal (1956), striptekenaar
- Carole Bouquet (1957), actrice
- Brice Hortefeux (1958), politicus
- Lambert Wilson (1958), acteur
- Cédric Klapisch (1961), filmregisseur
- Denis Lavant (1961), acteur
- Tatiana de Rosnay (1961), schrijfster en journaliste
- Valérie Kaprisky (1962), actrice
- Gabriël Kousbroek (1965), Nederlands illustrator
- Mathieu Amalric (1965), acteur en filmregisseur
- Roman Coppola (1965), Amerikaans regisseur, scenarist, producent en acteur
- Jean-Marie Clairet (1966), autocoureur
- Valérie Pécresse (1967), politica
- Marine Le Pen (1968), politica
- Sibilla Weiller (1968), Luxemburgs prinses
- François-Xavier Roth (1971), dirigent
- Guy-Manuel de Homem-Christo (1974), medeoprichter van het Franse electro-duo Daft Punk
- Tristane Banon (1979), schrijfster en journaliste
- Alexia Barlier (1982), actrice
- Laura Smet (1983), actrice
- Arthur Zagre (2001), voetballer

### Overleden
- Józef Hoene-Wroński (1776-1853), Pools militair, wiskundige, econoom, natuurkundige, advocaat, uitvinder en filosoof
- Théophile Gautier (1811-1872), schrijver
- Maurice Rouvier (1842-1911), politicus
- Frédéric Passy (1822-1912), parlementariër, humanist en econoom
- Joséphin Péladan (1858-1918), schrijver en Rozenkruiser
- André Caplet (1878-1925) , componist en dirigent
- Wassily Kandinsky (1866-1944), Russisch-Frans schilder en graficus
- Ettore Bugatti (1881- 1947), Italiaans autoconstructeur
- Georges Bernanos (1888-1948), schrijver
- Henri Rabaud (1873-1949), componist en muziekpedagoog
- Louis Rosier (1905-1956), Formule 1-coureur
- Pierre de Polignac (1895-1964), lid van de prinselijke familie van Monaco
- Paul Reynaud (1878-1966), politicus
- Marie-Pierre Kœnig (1898-1970), maarschalk en politicus
- Edward VIII van het Verenigd Koninkrijk (1896-1972) voormalig koning van Groot-Brittannië
- Anatole Litvak (1902-1974), Oekraïense regisseur, producent en scenarioschrijver
- Aristoteles Onassis (1906-1975), Grieks reder
- Jean Gabin (1904-1976), danser, filmacteur en oorlogsheld
- Sal Tas (1905-1976), Nederlands journalist en politicus
- Jean Tarride (1901-1980), acteur en regisseur
- Philippe Étancelin (1896-1981), autocoureur
- Marcel Dassault, (1892-1986), industrieel
- Bette Davis (1908-1989), Amerikaans actrice
- Screamin' Jay Hawkins (1929-2000), Amerikaans zanger
- Marie Trintignant (1962-2003), actrice
- Philippe de Broca (1933-2004), regisseur
- Jacqueline Joubert (1921-2005), presentatrice/actrice
- Maurice de Gandillac (1906-2006), filosoof
- France Gall (1947-2018), zangeres
- Karl Lagerfeld (1933-2019), Duitse modeontwerper, kunstenaar en fotograaf
- Albert Uderzo (1927-2020), Frans-Italiaans striptekenaar
- Pierre Cardin (1922-2020), Frans-Italiaans modeontwerper
- Luc Montagnier (1932-2022), viroloog